# شهيد عزمي
شهيد عزمي (بالإنجليزية: Shahid Azmi)‏ هو ناشط حقوق الإنسان ومحامي هندي، ولد في 1977 في مومباي في الهند، وتوفي بنفس المكان في 11 فبراير 2010.